# Љубица Јовичић-Станчић
Љубица Јовичић-Станчић (Бијељина, 2022.-Београд, 2006. године) је била чланица Савезног Врховног суда Социјалистичке Федеративне Републике Југославије и велика легаторка Музеја Семберије у Бијељини.

## Биографија
Рођена 1922. године у једној од настаријих и најугледнијих породица у Бијељини, Љубица Јовичић дјетињство и рану младост проводи у родном граду, похађајући прво Женску основну школу, а затим Гимназију. По окупацији, у 7. разреду гимназије напушта Бијељину и одлази у Београд гдје је 1942. године матурирала и провела остатак рата. Студије права започиње у Београду, а завршава их у Сарајеву 1950. године. Послије дугогодишње каријере у Окружним привредним судовима у Сарајеву и Београду, 1969. године, као представник Босне и Херцеговине, Љубица Јовичић-Станчић постаје члан Врховног привредног суда Југославије. Од 1974. је члан Савезног Врховног суда гдје остаје до пензије 1985. године. У то вријеме је била једна од три жене у свијету које су биле чланице Врховних судова својих земаља. Преминула је у Београду јуна 2006. године.

## Легат у Музеју Семберије у Бијељини
Заједно са супругом Бориславом Станчићем (1921-1995), родом из Дворова код Бијељине), Љубица Јовичић током цијелог живота, остаје необично приврженa свом родном граду и великој породици чији су се  чланови временом расули по цијелом свијету. Захваљујући томе, као и жељи да се малобројни предмети који су преживјели два свjетска рата сачувају за будућа покољења, давне 1980. године настаје њена прва донација Музеју Семберије. Новим поклонима из 1998. и 1999. године Љубица Јовичић-Станчић уписује се у историју Музеја као велика легаторка. Број преузетих разноврсних употребних и украсних предмета и библиотечких јединица прелази осам стотина.
Презентација сто педесет одабраних експоната из легата Љубице Јовичић-Станчић дио је сталне историјске поставке од 2005. године и представља драгоцјено свједочанство културне историје ширег географског и друштвеног миљеа у дугом периоду од краја 19. до краја 20. вијека.